# 火麻树
火麻树（学名：Dendrocnide urentissima）是荨麻科火麻树属的植物。分布于越南以及中国大陆的广西、云南等地，生长于海拔800米至1,300米的地区，常生长在石灰岩山的混交林中，目前中国大陆尚未由人工引种栽培。

## 别名
树火麻（云南植物名录） 麻风树（广西） 电树（云南） 表郭罕（傣语）

## 异名
- Laportea urentissima Gagnep.